# Catherine Schneider (actrice)
Catherine Schneider, née le 11 octobre 1944 au Creusot, Saône-et-Loire, France, est une actrice française.

## Carrière
Elle est connue pour L'heure zéro (2007) et Gala de l'union (1959). 

## Biographie
Elle est la fille de Charles et de Lilian Constantini, et la sœur de Dominique Schneidre.
Elle a été mariée avec David R. Graham, Roger Vadim, Spencer Wallis et Jean-Pierre Megnin.